# 龙港市第二高级中学
龙港市第二高级中学，创办于1999年，原系公民联办学校。2005年8月，经苍南县政府决定改制为公立省三级重点中学。学校位于龙港市龙湖西路，占地面积90亩，建筑面积25593平方米。